# Cisti aneurismatica
La cisti ossea aneurismatica è un tumore benigno o pseudo-tumore della corticale del tessuto osseo. Prevalentemente colpisce giovani di età compresa tra i 10 e 20 anni. Localizzazione ubiquitaria ma spesso colpisce il ginocchio. 

## Quadro sintomatologico
Simile ad una cisti ossea solitaria con dolore e problemi locali da compressione. 

## Esami strumentali
Consigliati sono: 
Radiografia e Tomografia Computerizzata per andare a definire l'area litica bullosa con rima calcifica periferica e setti centrali irregolari. 
Risonanza magnetica molto utile per andare a vedere il liquido all'interno della ciste.

## Terapia
Terapie più utilizzata sono le tecniche di currettage unito al zeppaggio.